# Ga Gulpocheon
Ga Gulpocheon là ga đường sắt trên Tàu điện ngầm Seoul tuyến 7.

## Bố trí ga
| Samsan Gymnasium ↑      |
| \| N/B                  |
| ↓ Văn phòng Bupyeong-gu |

| Hướng Bắc | ← ● Tuyến 7 Hướng đi Jangam     |
| Hướng Nam | → ● Tuyến 7 Hướng đi Seongnam → |